# マファディ山
マファディ山 (英: Maifadi) は、南アフリカとレソトの国境にある山。標高は3446mで、南アフリカの最高峰である。